# Nathaniel Head
Nathaniel "Natt" Head, född 20 maj 1828 i Hooksett i New Hampshire, död 12 november 1883 i Hooksett i New Hampshire, var en amerikansk politiker (republikan). Han var New Hampshires guvernör 1879–1881.
Head efterträdde 1879 Benjamin F. Prescott som guvernör och efterträddes 1881 av Charles Henry Bell.